# PH, podemos hablar
PH, podemos hablar es un programa de televisión argentino de entrevistas, debate e interés general producido por Kuarzo Entertainment Argentina para Telefe. Es conducido por Andy Kusnetzoff y se estrenó el 15 de julio de 2017. El programa reúne a diferentes personalidades del mundo de la política, el espectáculo, el deporte y otras áreas, de diversas opiniones y posturas ideológicas, con la intención de que se genere diálogo entre los invitados.
Telefe confirmó que la segunda temporada comenzaría el sábado 24 de febrero de 2018. Más tarde, anunció que la tercera temporada se estrenaría el 9 de marzo de 2019. El 14 de marzo de 2020, se estrena la cuarta temporada. Se anuncia una quinta temporada para el 21 de marzo de 2021. El sábado 4 de septiembre de 2021, Verónica Lozano estuvo a cargo de la conducción del programa, en reemplazo de Andy Kusnetzoff por el nacimiento de su hijo.

## Formato
El programa comienza con un experimento en el cual el conductor fórmula diez preguntas de diferentes índoles (relacionadas al bullying, al sexo, a las drogas, a las infidelidades, entre otros temas polémicos), para que los invitados comiencen a distenderse y a sincerarse en el aire pasando al punto de encuentro con el objetivo de encontrar coincidencias entre ellos. 
Más tarde, todos los invitados y el conductor pasan a un salón en el cual se sientan alrededor de una mesa; cada uno de los posavasos es la foto del perfil de Instagram de los invitados. La revista Noticias explica el resto del programa de la siguiente forma: «Andy habla a solas (en el baño, por ejemplo) con un solo comensal, como si necesitara una lupa aparte. Reunidos todos, el conductor tira temas fuera de agenda, tono picante soft y, no puede evitarlo, de actualidad».
En un momento del programa, se juega a la asociación de palabras, con la intención de que los invitados digan lo primero que piensan sobre temas de agenda (como la corrupción), sensaciones humanas (miedo, orgasmos) o inclusive nombres propios (Cristina Kirchner, Mauricio Macri).
A partir de la cuarta temporada, se realizaron varios cambios en el programa debido al inicio de la cuarentena y el distanciamiento social, preventivo y obligatorio por la pandemia de COVID-19. De esta manera, los invitados aparecían desde una pantalla led y permanecía cada uno desde su casa. A partir del 18 de abril de 2020, el programa volvió a convocar a los invitados al estudio con una cantidad reducida que pasó de seis a cuatro comensales. La mesa donde comparten la comida fue dividida por cinco paneles de acrílico para respetar el distanciamiento social y obligatorio con el fin de evitar el contagio de coronavirus. Con la emisión del programa del 3 de octubre de ese año, los invitados comenzaron a ser 5 en total.
En la quinta temporada, el conductor recibe a los invitados en una mesa con tragos y antes deben pasar por un escáner corporal, donde deberán decir la verdad para acceder al punto de encuentro. En la sexta temporada, Kusnetzoff incorporó como segmento final del programa una máquina de garra para que los invitados puedan jugar y ganarse una oso de peluche. También, en el punto de encuentro, se planteó la consigna de un «cara a cara» entre dos invitados que deben realizar una pregunta incómoda para cada uno.

## Temporadas
| Temporada | Temporada | Programas | Estreno                  | Final                   | Índice de audiencia promedio |
| --------- | --------- | --------- | ------------------------ | ----------------------- | ---------------------------- |
|           | 1         | 24        | 15 de julio de 2017      | 23 de diciembre de 2017 | 7.8                          |
|           | 2         | 43        | 24 de febrero de 2018    | 15 de diciembre de 2018 | 10.5                         |
|           | 3         | 42        | 9 de marzo de 2019       | 21 de diciembre de 2019 | 11.5                         |
|           | 4         | 34        | 14 de marzo de 2020      | 19 de diciembre de 2020 | 8.6                          |
|           | 5         | 38        | 20 de marzo de 2021      | 18 de diciembre de 2021 | 9.8                          |
|           | 6         | 36        | 9 de abril de 2022       | 17 de diciembre de 2022 | 8.6                          |
|           | 7         | 16        | 16 de septiembre de 2023 | 30 de diciembre de 2023 | 8.1                          |
| Total     | Total     | —         | —                        | —                       | —                            |

### Primera temporada: 2017
| N.º Serie | N.º Temp. | Fecha de emisión                 | Invitados | Rating |
| --------- | --------- | -------------------------------- | --- | ------ |
| 1         | 1         | Sábado, 15 de julio de 2017      | Ver listaMaría Eugenia Vidal (política) Juan Abal Medina (político) Andrea Rincón (actriz) Marley (conductor) Fabián Cubero (futbolista) Juan Mónaco (extenista)                                                                      | 10.2   |
| 2         | 2         | Sábado, 22 de julio de 2017      | Ver listaVerónica Lozano (presentadora) Fabián Mazzei (actor) Diego Santilli (político) Dalma Maradona (actriz) Lizy Tagliani (humorista) Sergio Massa (político)                                                                     | 7.4    |
| 3         | 3         | Sábado, 29 de julio de 2017      | Ver listaMartín Lousteau (político) Patricia Bullrich (política) Mariana Nannis (mediática) Christophe Krywonis (chef) Carlos Retegui (entrenador de hockey) Noelia Pompa (bailarina)                                                 | 8.5    |
| 4         | 4         | Sábado, 5 de agosto de 2017      | Ver listaBeto Casella (presentador) Margarita Stolbizer (política) Guillermo Moreno (político) Gabriel Rolón (psicólogo) Fátima Flórez (humorista) Matías Alé (actor)                                                                 | 7.3    |
| 5         | 5         | Sábado, 12 de agosto de 2017     | Ver listaPeter Lanzani (actor) Nicole Neumann (modelo) Gerardo Romano (actor) Charlotte Caniggia (mediática e influencer) Florencia de la V (humorista) Ernesto Tenembaum (periodista)                                                | 8.3    |
| 6         | 6         | Sábado, 19 de agosto de 2017     | Ver listaHernán Lombardi (político) Gustavo Sylvestre (periodista) Jesica Cirio (modelo) Nahuel Pennisi (cantante) Nazarena Vélez (exvedette) Robertito Funes Ugarte (periodista)                                                     | 6.8    |
| 7         | 7         | Sábado, 26 de agosto de 2017     | Ver listaBenjamín Vicuña (actor) Ivana Nadal (modelo) Facundo Moyano (político) Flavio Mendoza (bailarín y acróbata) Piter Robledo (político) Miss Bolivia (cantante y psicóloga)                                                     | 8.2    |
| 8         | 8         | Sábado, 2 de septiembre de 2017  | Ver listaVictoria Xipolitakis (mediática) Federico Pinedo (político) Eva de Dominici (actriz) Gerardo Rozín (periodista) Leticia Brédice (actriz) Verónica Magario (política)                                                         | 6.8    |
| 9         | 9         | Sábado, 9 de septiembre de 2017  | Ver listaDaniel Agostini (cantante) Zaira Nara (modelo) Horacio Rodríguez Larreta (político) María O'Donnell (periodista) Martín Insaurralde (político) Amalia Granata (mediática y periodista)                                       | 8.3    |
| 10        | 10        | Sábado, 16 de septiembre de 2017 | Ver listaSergio Bergman (activista) Victoria Donda (política) María Fernanda Callejón (actriz) Fernando Burlando (abogado) Mauro Szeta (periodista) Fernando Vázquez (cantante)                                                       | 7.6    |
| 11        | 11        | Sábado, 23 de septiembre de 2017 | Ver listaMariano Recalde (político) Donato De Santis (chef) María del Cerro (actriz) Andy Freire (político) Bárbara "Barbie" Simons (conductora de televisión) Reynaldo Sietecase (periodista)                                        | 6.2    |
| 12        | 12        | Sábado, 30 de septiembre de 2017 | Ver listaPollo Sobrero (sindicalista) Felipe Solá (político) Gisela Bernal (bailarina) Franco Masini (actor) Flavia Palmiero (actriz) Martín Bossi (actor y humorista)                                                                | 8.5    |
| 13        | 13        | Sábado, 7 de octubre de 2017     | Ver listaCatherine Fulop (actriz) Tití Fernández (periodista) Jorge Macri (político) Kate Rodríguez (mediática) Florencio Randazzo (político) Juan Pablo Sorín (exfutbolista)                                                         | 7.5    |
| 14        | 14        | Sábado, 14 de octubre de 2017    | Ver listaSergio Maldonado (activista) Mariana Nannis (mediática) Alexander Caniggia (mediático) Luciano "El Tirri" Giugno (compositor) Jorge Burruchaga (exfutbolista) Débora Pérez Volpin (periodista) Gisela Marziotta (periodista) | 7.4    |
| 15        | 15        | Sábado, 21 de octubre de 2017    | Ver listaJacobo Winograd (mediático) Lucía Galán (cantante e integrante del dúo Pimpinela) Joaquín Galán (cantante e integrante del dúo Pimpinela) María O'Donnell (periodista) Mercedes Morán (actriz) Paulo Kablan (periodista)     | 7.8    |
| 16        | 16        | Sábado, 28 de octubre de 2017    | Ver listaLuciano Cáceres (actor) Horacio Rodríguez Larreta (político) Rocío Marengo (modelo) Dady Brieva (humorista) Marcelo Zlotogwiazda (periodista) Carmen Barbieri (exvedette)                                                    | 8.1    |
| 17        | 17        | Sábado, 4 de noviembre de 2017   | Ver listaValeria Lynch (cantante) Julia Mengolini (periodista) Fernando Cavenaghi (exfutbolista) Guillermo Dietrich (político) Natacha Jaitt (mediática) Carlos Páez Vilaró (pintor)                                                  | 7.6    |
| 18        | 18        | Sábado, 11 de noviembre de 2017  | Ver listaGabriel Batistuta (exfutbolista) Nicolás Repetto (presentador) Enrique Pinti (actor y director teatral) Silvina Luna (modelo) El Pepo (cantante) Rodrigo de la Serna (actor)                                                 | 8.5    |
| 19        | 19        | Sábado, 18 de noviembre de 2017  | Ver listaAxel Fernando (cantautor) Reynaldo Sietecase (periodista) Pablo Avelluto (periodista) Narda Lepes (chef) Guido Süller (mediático) Juan Cruz Sanz (periodista)                                                                | 7.4    |
| 20        | 20        | Sábado, 25 de noviembre de 2017  | Ver listaDiego Peretti (actor) María Eugenia Ritó (vedette) Gustavo Grabia (periodista) Luis Juez (abogado) Iliana Calabró (vedette) Tyago Griffo (cantante)                                                                          | 7.6    |
| 21        | 21        | Sábado, 2 de diciembre de 2017   | Ver listaHernán Crespo (exfutbolista) Cinthia Fernández (vedette) Gabriel Schultz (periodista) Alberto Fernández (abogado) Nancy Pazos (periodista) Leo García (cantante)                                                             | 7.5    |
| 22        | 22        | Sábado, 9 de diciembre de 2017   | Ver listaSilvia Süller (mediática) Magui Bravi (bailarina) Aníbal Fernández (político) Federico Andahazi (escritor) Sergio Denis (cantante) Chiche Gelblung (periodista)                                                              | 7.2    |
| 23        | 23        | Sábado, 16 de diciembre de 2017  | Ver listaMiguel del Sel (humorista) Chino Volpato (humorista) Dady Brieva (humorista) Estela de Carlotto (activista) Gladys, la Bomba Tucumana (cantante) Marixa Balli (vedette)                                                      | 8.1    |
| 24        | 24        | Sábado, 23 de diciembre de 2017  | Ver listaJoaquín Furriel (actor) Verónica Lozano (presentadora) Moria Casán (actriz y exvedette) Victorio D'Alessandro (actor) Bárbara "Barbie" Vélez (actriz) Ernesto Tenembaum (periodista)                                         | 8.4    |

### Segunda temporada: 2018
| N.º serie | N.º temp. | Fecha de emisión                 | Invitados | Rating |
| --------- | --------- | -------------------------------- | --- | ------ |
| 25        | 1         | Sábado, 24 de febrero de 2018    | Ver listaMarcos Peña (político) Nicole Neumann (modelo) Beto Casella (presentador) Gastón Gaudio (extenista) María O'Donnell (periodista) Roberto Moldavsky (humorista)                                                         | 5.8    |
| 26        | 2         | Sábado, 3 de marzo de 2018       | Ver listaFernando Burlando (abogado) Facundo Moyano (político) Florencia Peña (actriz) Damián De Santo (actor) Sol Pérez (modelo) El Pepo (cantante)                                                                            | 8.2    |
| 27        | 3         | Sábado, 10 de marzo de 2018      | Ver listaCalu Rivero (actriz) Fabián Cubero (futbolista) Noelia Marzol (actriz) David Nalbandian (extenista) Agustín Sullivan (actor) Ernesto Tenembaum (periodista)                                                            | 8.4    |
| 28        | 4         | Sábado, 17 de marzo de 2018      | Ver listaHoracio Rodríguez Larreta (Jefe de gobierno de la ciudad de Buenos Aires) Verónica Lozano (presentadora) Oscar González Oro (periodista) Fernán Mirás (actor) Analía Franchín (periodista) Cinthia Fernández (vedette) | 7.5    |
| 29        | 5         | Sábado, 24 de marzo de 2018      | Ver listaPablo Echarri (actor) Lizy Tagliani (humorista) Mica Viciconte (deportista) Silvia Fernández Barrio (periodista) Anamá Ferreyra (empresaria) Brian Buley (actor)                                                       | 9.8    |
| 30        | 6         | Sábado, 31 de marzo de 2018      | Ver listaNazareno Casero (actor y humorista) Silvia Süller (mediática) Laurita Fernández (bailarina y conductora) Aníbal Fernández (político) Paula Chaves (conductora)                                                         | 8.3    |
| 31        | 7         | Sábado, 7 de abril de 2018       | Ver listaInés Estévez (actriz) Viviana Canosa (presentadora) Alfredo Casero (actor) Gabriela Cerruti (diputada nacional) Juan Cruz Sanz (periodista) Virginia Gallardo (vedette)                                                | 9.0    |
| 32        | 8         | Sábado, 14 de abril de 2018      | Ver listaPampita (modelo y presentadora) Roberto Navarro (periodista) Enrique Macaya Márquez (periodista) Amalia Granata (periodista) Diego Valenzuela (político) Federico Bal (mediático)                                      | 9.0    |
| 33        | 9         | Sábado, 21 de abril de 2018      | Ver listaMoria Casán (actriz y exvedette) Ricardo Caruso Lombardi (exfutbolista) Bárbara Franco (modelo) Arturo Puig (actor) Zulema María Eva Menem (empresaria) Gustavo Grabia (periodista)                                    | 8.6    |
| 34        | 10        | Sábado, 28 de abril de 2018      | Ver listaMartín Campilongo (humorista) Agustín Rossi (político) Edith Hermida (Locutora) Piter Robledo (político) Nazarena Vélez (exvedette) Ubaldo Fillol (exfutbolista)                                                       | 10.3   |
| 35        | 11        | Sábado, 5 de mayo de 2018        | Ver listaFacundo Manes (médico) Luciano Castro (actor) Juan Minujín (actor) Reina Reech (bailarina) Sofía Zámolo (modelo) Gastón Recondo (periodista)                                                                           | 11.0   |
| 36        | 12        | Sábado, 12 de mayo de 2018       | Ver listaSabrina Rojas (modelo) Georgina Barbarossa (actriz) Gladys, la Bomba Tucumana (cantante) Ernesto Tenembaum (periodista) Fernando Iglesias (político) Claudio García (exfutbolista)                                     | 9.6    |
| 37        | 13        | Sábado, 19 de mayo de 2018       | Ver listaLuis Novaresio (periodista) Ulises Bueno (cantante) Reinaldo Merlo (exfutbolista) Silvina Escudero (bailarina) Juan Gil Navarro (actor) Silvia Pérez (actriz)                                                          | 10.2   |
| 38        | 14        | Sábado, 26 de mayo de 2018       | Ver listaCarla Peterson (actriz) Nancy Dupláa (actriz) Alejandro Lerner (cantautor y compositor) Sofía Gala (actriz) Debora Plager (periodista) Carlos Nair Menem (hijo del expresidente argentino Carlos Menem)                | 10.7   |
| 39        | 15        | Sábado, 2 de junio de 2018       | Ver listaSoledad Silveyra (actriz) Juan Pablo Varsky (periodista) Sol Pérez (modelo) Jonás Gutiérrez (futbolista) Karina Mazzocco (exmodelo) Marcela "La Tigresa" Acuña (boxeadora)                                             | 10.4   |
| 40        | 16        | Sábado, 9 de junio de 2018       | Ver listaEleonora Wexler (actriz) Gustavo Sylvestre (periodista) Michel Noher (actor) Carmen Barbieri (exvedette) Ariel Staltari (actor) Susana Roccasalvo (presentadora)                                                       | 11.2   |
| 41        | 17        | Sábado, 16 de junio de 2018      | Ver listaLeandro "El Chino" Leunis (presentador) María Julia Oliván (periodista) Mariana Nannis (mediática) Diego "Peque" Schwartzman (tenista) Tití Fernández (periodista) Rocío Quiroz (cantante)                             | 9.8    |
| 42        | 18        | Sábado, 23 de junio de 2018      | Ver listaEugenia Tobal (actriz) Sebastián Estevanez (actor) Javier Milei (economista) Jimena Cyrulnik (modelo) Alberto "Conejo" Tarantini (exfutbolista) Diego "Chavo" Fucks (periodista)                                       | 10.5   |
| 43        | 19        | Sábado, 30 de junio de 2018      | Ver listaFlavio Mendoza (bailarín y acróbata) Karina "La Princesita" (cantante) Mónica Ayos (actriz) Benjamín Alfonso (actor) Bebe Contepomi (periodista) Alejandra Maglietti (abogada y panelista)                             | 11.5   |
| 44        | 20        | Sábado, 7 de julio de 2018       | Ver listaRicardo Alfonsín (expolitico) Claudia Fontán (actriz) Patricia Sosa (cantante) Silvina Luna (modelo) Mariano Zabaleta (conductor) Adriana Brodsky (exvedette)                                                          | 10.9   |
| 45        | 21        | Sábado, 14 de julio de 2018      | Ver listaLuciana Salazar (modelo) Alessandra Rampolla (sexóloga) Gabriel "Puma" Goity (actor) Facundo Pastor (periodista) Nicolás Burdisso (futbolista) Sol Pérez (modelo)                                                      | 9.8    |
| 46        | 22        | Sábado, 21 de julio de 2018      | Ver listaJulieta Ortega (actriz) Sebastián Wainraich (humorista) Verónica Llinás (actriz y directora) Catherine Fulop (actriz) Facundo Saravia (músico) Flavio Azzaro (periodista)                                              | 9.9    |
| 47        | 23        | Sábado, 28 de julio de 2018      | Ver listaRicardo Darín (actor) Mercedes Morán (actriz) Dolores Fonzi (actriz) Ricardo Centurión (futbolista) Adabel Guerrero (vedette) Gonzalo Costa (artista)                                                                  | 12.1   |
| 48        | 24        | Sábado, 4 de agosto de 2018      | Ver listaGriselda Siciliani (actriz) Roly Serrano (actor) Ernesto Tenembaum (periodista) Daniel Grinbank (empresario) Jorgelina Aruzzi (actriz) Gastón Trezeguet (productor de televisión)                                      | 9.6    |
| 49        | 25        | Sábado, 11 de agosto de 2018     | Ver listaFátima Flórez (actriz y humorista) Gerardo Romano (actor) Marina Calabró (periodista) Evangelina Anderson (modelo) Sebastián Domínguez (exfutbolista) Grego Rossello (instagramer)                                     | 10.8   |
| 50        | 26        | Sábado, 18 de agosto de 2018     | Ver listaLali (cantante, actriz y bailarina) Wisin (cantante) Ingrid Grudke (modelo) Federico D'Elía (actor) Rodrigo Noya (actor) Daniela Cardone (modelo)                                                                      | 11.8   |
| 51        | 27        | Sábado, 25 de agosto de 2018     | Ver listaAgustina Cherri (actriz) Hugo Orlando Gatti (exfutbolista) Fabiana Cantilo (cantante) Peto Menahem (actor) Lorenzo "Toto" Ferro (actor) Gustavo Fernández (tenista)                                                    | 11.7   |
| 52        | 28        | Sábado, 1 de septiembre de 2018  | Ver listaDiego Peretti (actor) El Pepo (cantante) Brenda Gandini (actriz) Maite Lanata (actriz) Andrés "Chapu" Nocioni (exbasquetbolista) Benito Cerati (músico)                                                                | 12.7   |
| 53        | 29        | Sábado, 8 de septiembre de 2018  | Ver listaDady Brieva (actor) Miguel del Sel (humorista) Candela Ruggeri (modelo) Mauricio "Chicho" Serna (exfutbolista) Chino Volpato (actor) Mariana Genesio Peña (actriz)                                                     | 10.9   |
| 54        | 30        | Sábado, 15 de septiembre de 2018 | Ver listaLeandro "Chino" Leunis (presentador) Gastón Soffritti (actor) Nicole Neumann (modelo) Malena Guinzburg (humorista) Kany García (cantante) Abel Ayala (actor)                                                           | 11.8   |
| 55        | 31        | Sábado, 22 de septiembre de 2018 | Ver listaLeonardo Sbaraglia (actor) Cecilia Roth (actriz) Ramiro Bueno (hijo de Rodrigo) Coco Sily (actor) Romina Ricci (actriz) Pablo Migliore (futbolista)                                                                    | 10.9   |
| 56        | 32        | Sábado, 29 de septiembre de 2018 | Ver listaGustavo Garzón (actor) Christophe Krywonis (chef) Julieta Prandi (modelo) Cristian "Ogro" Fabbiani (futbolista) Ivana Nadal (presentadora) Nicolás Riera (actor)                                                       | 12.0   |
| 57        | 33        | Sábado, 6 de octubre de 2018     | Ver listaVioleta Urtizberea (actriz) Marcela Kloosterboer (actriz) Jairo (cantante) Hernán "Loco" Montenegro (exbasquebolista) Juan Manuel Guilera (actor) Marixa Balli (bailarina)                                             | 12.3   |
| 58        | 34        | Sábado, 13 de octubre de 2018    | Ver listaCarolina "Pampita" Ardohaín (modelo y presentadora) Peter Lanzani (actor) Mariano Martínez (actor) Miguel Ángel Solá (actor) Florencia Torrente (actriz) Matías Morla (abogado)                                        | 10.8   |
| 59        | 35        | Sábado, 20 de octubre de 2018    | Ver listaGriselda Siciliani (actriz) Esteban Bigliardi (actor) Pía Shaw (conductora) Beto Casella (conductor) Rodrigo Romero (actor) José Luis Clerc (extenista)                                                                | 12.4   |
| 60        | 36        | Sábado, 27 de octubre de 2018    | Ver listaSantiago Bal (director teatral) Pamela David (conductora) Juan Martín "Látigo" Coggi (boxeador) Lizy Tagliani (humorista) Iván Noble (cantante) Rocío Igarzábal (actriz)                                               | 12.4   |
| 61        | 37        | Sábado, 3 de noviembre de 2018   | Ver listaLuciano Pereyra (cantautor) Martín Bossi (actor y humorista) Andrea Rincón (actriz) Israel Damonte (futbolista) Brenda Asnicar (actriz) Pata Villanueva (exvedette)                                                    | 11.3   |
| 62        | 38        | Sábado, 10 de noviembre de 2018  | Ver listaLuciana Salazar (modelo) Juan Leyrado (actor) Ernestina Pais (conductora) Agustín Casanova (cantante) Marcos Di Palma (automovilista) Cae (cantante)                                                                   | 13.5   |
| 63        | 39        | Sábado, 17 de noviembre de 2018  | Ver listaZeta Bossio (músico) Rocío Guirao Díaz (modelo) Esther Goris (actriz) Emanuel Gigliotti (futbolista) Dalila (cantante) Santiago "El Tano" Pasman (comerciante)                                                         | 13.6   |
| 64        | 40        | Sábado, 24 de noviembre de 2018  | Ver listaPaula Chaves (conductora) Pedro Alfonso (actor) Valeria Mazza (modelo) Anitta (cantante) Brian Buley (actor) Daniel López Rosetti (médico)                                                                             | 11.2   |
| 65        | 41        | Sábado, 1 de diciembre de 2018   | Ver listaValeria Lynch (cantante) Diego Olivera (actor) Noelia Marzol (actriz) Ezequiel "El Polaco" Cwirkaluk (cantante) Federico Bal (actor) Dalia Gutmann (humorista)                                                         | 11.7   |
| 66        | 42        | Sábado, 8 de diciembre de 2018   | Ver listaEsmeralda Mitre (actriz) Luciano Cáceres (actor) Jimena Monteverde (cocinera) Chino Maidana (exboxeador) Joaquín "El Pollo" Álvarez (conductor)                                                                        | 10.1   |
| 67        | 43        | Sábado, 15 de diciembre de 2018  | Ver listaVerónica Lozano (presentadora) Nicolás Vázquez (actor) Araceli González (actriz) Maju Lozano (presentadora) Aníbal Pachano (bailarín, coreógrafo y arquitecto) Jey Mammon (humorista)                                  | 11.7   |

### Tercera temporada: 2019
| N.º serie | N.º temp. | Fecha de emisión                 | Invitados | Rating |
| --------- | --------- | -------------------------------- | --- | ------ |
| 68        | 1         | Sábado, 9 de marzo de 2019       | Ver listaSantiago del Moro (presentador) Gimena Accardi (actriz) Tití Fernández (periodista) Lizy Tagliani (humorista) Marcelo Polino (periodista) Florencia Vigna (actriz)                                    | 11.8   |
| 69        | 2         | Sábado, 16 de marzo de 2019      | Ver listaCarolina "Pampita" Ardohaín (modelo y presentadora) Calu Rivero (actriz) Benjamín Rojas (actor) Darío Barassi (actor) Sergio Goycochea (exfutbolista) Maru Botana (cocinera)                          | 11.0   |
| 70        | 3         | Sábado, 23 de marzo de 2019      | Ver listaFlorencia Peña (actriz) Mike Amigorena (actor) Leandro "El Chino" Leunis (presentador) Zaira Nara (modelo) Sabrina Rojas (actriz) Hernán Coronel (cantante)                                           | 10.7   |
| 71        | 4         | Sábado, 30 de marzo de 2019      | Ver listaJuan Minujín (actor) Roberto Moldavsky (humorista) Nazarena Vélez (exvedette) Matías Morla (abogado) Carlos Belloso (actor) Evelyn Von Brocke (periodista)                                            | 9.8    |
| 72        | 5         | Sábado, 6 de abril de 2019       | Ver listaBeto Casella (conductor) Sandra Mihanovich (cantante) Rafael Ferro (actor) Rocío Marengo (modelo y conductora) Diego Díaz (conductor) Eva de Dominici (actriz)                                        | 12.1   |
| 73        | 6         | Sábado, 13 de abril de 2019      | Ver listaÁngela Torres (actriz) Dady Brieva (humorista) Tomás Fonzi (actor) Gustavo Sofovich (productor) Pablo Pérez (futbolista) Sol Pérez (periodista y modelo)                                              | 11.1   |
| 74        | 7         | Sábado, 20 de abril de 2019      | Ver listaSoledad Silveyra (actriz) Guillermo "El Pelado" López (conductor) Rocío Guirao Díaz (modelo) El Burrito Ortega (exfutbolista) Freddy Villarreal (actor y humorista) Debora Plager (periodista)        | 11.5   |
| 75        | 8         | Sábado, 27 de abril de 2019      | Ver listaLuciana Salazar (modelo y conductora) Mónica Ayos (actriz) Romina Pereiro (nutricionista y esposa de Jorge Rial) Coco Sily (conductor) Romina Manguel (periodista) Luis Bremer (periodista)           | 12.0   |
| 76        | 9         | Sábado, 4 de mayo de 2019        | Ver listaJorge Rial (conductor y periodista) Alessandra Rampolla (sexóloga) Christophe Krywonis (chef) Natalie Weber (modelo) Joaquín Furriel (actor) Martina Gusmán (actriz)                                  | 12.0   |
| 77        | 10        | Sábado, 11 de mayo de 2019       | Ver listaJulieta Ortega (actriz) Mariano Iúdica (conductor) Mica Viciconte (modelo) Mauricio Dayub (actor) María Fernanda Callejón (actriz) Esteban Gallego González (exfutbolista)                            | 12.6   |
| 78        | 11        | Sábado, 18 de mayo de 2019       | Ver listaLas Trillizas de Oro (actrices y conductoras) Pepe Cibrián Campoy (director) Pablo Granados (humorista y cantante) Pedro Troglio (exfutbolista) Milva Castellini (conductora) Julieta Prandi (modelo) | 12.8   |
| 79        | 12        | Sábado, 25 de mayo de 2019       | Ver listaFlavia Palmiero (actriz) Fabián Doman (conductor) Mirta Busnelli (actriz) Diego Mesaglio (actor) Geraldine Neumann (modelo) El Pepo (cantante)                                                        | 13.2   |
| 80        | 13        | Sábado, 1 de junio de 2019       | Ver listaNicolás Cabre (actor) Laurita Fernández (bailarina y conductora) Jorgelina Aruzzi (actriz) Axel Kuschevatzky (periodista) Teté Coustarot (conductora) Ricardo Caruso Lombardi (exfutbolista)          | 14.1   |
| 81        | 14        | Sábado, 8 de junio de 2019       | Ver listaJuan José Campanella (director) Leonardo Sbaraglia (actor) Dolores Barreiro (modelo) Noelia Marzol (actriz) Jorge Locomotora Castro (boxeador) Rodrigo Mora (exfutbolista)                            | 10.9   |
| 82        | 15        | Sábado, 15 de junio de 2019      | Ver listaSilvio Soldán (locutor) Claribel Medina (actriz y conductora) Eduardo Blanco (actor) Stefanía Roitman (actriz) Diego Schwartzman (tenista) Marcela Baños (conductora)                                 | 11.5   |
| 83        | 16        | Sábado, 22 de junio de 2019      | Ver listaJulieta Díaz (actriz) María Valenzuela (actriz) Juan Palomino (actor) Bárbara Franco (modelo) Nahuel Guzmán (futbolista) Martín Fabio (cantante de Kapanga)                                           | 11.0   |
| 84        | 17        | Sábado, 29 de junio de 2019      | Ver listaLuis Novaresio (periodista) Gerardo Romano (actor) Alejandra Maglietti (modelo) Ignacio Sureda (actor) Adriana Salgueiro (actriz) Alejandra Pradón (ex-vedette)                                       | 12.7   |
| 85        | 18        | Sábado, 6 de julio de 2019       | Ver listaFátima Flórez (actriz e imitadora) Martín Seefeld (actor) Luli Fernández (modelo) Roberto Piazza (diseñador) Carla Conte (conductora) Walter Herrmann (baloncestista)                                 | 11.1   |
| 86        | 19        | Sábado, 13 de julio de 2019      | Ver listaFernando Dente (actor y cantante) Maxi López (futbolista) Julieta Nair Calvo (actriz) Alberto Cormillot (nutricionista) Georgina Barbarossa (actriz y conductora) Gloria Carrá (actriz)               | 15.0   |
| 87        | 20        | Sábado, 20 de julio de 2019      | Ver listaSamuel "Chiche" Gelblung (periodista) Nora Cárpena (actriz) María del Cerro (actriz) Guido Pella (tenista) Daniel Pacheco (actor) Verónica Perdomo (modelo)                                           | 10.0   |
| 88        | 21        | Sábado, 27 de julio de 2019      | Ver listaJulio Bárbaro (político) Ernestina Pais (conductora) Gladys, la Bomba Tucumana (cantante) Jorge Burruchaga (exfutbolista) Analía Maiorana (exmodelo) Manuel Lozano (fundador de Fundación Sí)         | 10.2   |
| 89        | 22        | Sábado, 3 de agosto de 2019      | Ver listaJosé Meolans (exnadador) Verónica Lozano (conductora) Diego Ramos (actor) Laura Laprida (actriz) Carlos Monti (periodista) Johana Rodríguez (cantante)                                                | 11.4   |
| 90        | 23        | Sábado, 10 de agosto de 2019     | Ver listaSofía Gala (actriz) Felipe Colombo (actor) Viviana Saccone (actriz) Silvina Luna (modelo) Nito Artaza (actor) Cristina del Valle (actriz)                                                             | 9.8    |
| 91        | 24        | Sábado, 17 de agosto de 2019     | Ver listaPatricia Sosa (cantante) Maite Lanata (actriz) Nicolás Magaldi (conductor) Anamá Ferreyra (exmodelo) Virginia Gallardo (modelo) Leopoldo Jacinto Luque (exfutbolista)                                 | 12.3   |
| 92        | 25        | Sábado, 24 de agosto de 2019     | Ver listaDenise Dumas (conductora) Lizy Tagliani (humorista) Gustavo López (periodista) Antonio Mohamed (exfutbolista) Abel Ayala (actor) Carolina Oltra (modelo)                                              | 14.1   |
| 93        | 26        | Sábado, 31 de agosto de 2019     | Ver listaFernando Burlando (abogado) Marco Antonio Caponi (actor) Migue Granados (humorista, actor y cantante) Cholo Guiñazú (exfutbolista) Catherine Fulop (actriz) Melina Lezcano (vocalista de Agapornis)   | 12.8   |
| 94        | 27        | Sábado, 7 de septiembre de 2019  | Ver listaFabián Cubero (futbolista) Carmen Barbieri (exvedette) Kany García (cantante) Diego Korol (humorista y conductor) Marcela Tauro (periodista) Mariana Genesio Peña (actriz)                            | 11.3   |
| 95        | 28        | Sábado, 14 de septiembre de 2019 | Ver listaFacundo Arana (actor) Rodrigo De La Serna (actor) Laura Novoa (actriz) Franco Masini (actor) Ivana Nadal (conductora) Evelina Cabrera (futbolista)                                                    | 13.3   |
| 96        | 29        | Sábado, 21 de septiembre de 2019 | Ver listaInés Estévez (actriz) Natalie Pérez (actriz) Costa (actriz) Benito Cerati (músico) Sergio "Oveja" Hernández (entrenador de básquetbol) Iliana Calabró (actriz)                                        | 11.1   |
| 97        | 30        | Sábado, 28 de septiembre de 2019 | Ver listaPablo Echarri (actor) Luisa Albinoni (actriz) Soledad Pastorutti (cantante) Cecilia Milone (actriz) Marcelo Benedetto (periodista) Florencia "Floppy" Tesouro (modelo)                                | 11.8   |
| 98        | 31        | Sábado, 5 de octubre de 2019     | Ver listaGustavo Garzón (actor) Mora Godoy (bailarina) Carlos Páez Vilaró (pintor) Ginette Reynal (exmodelo) Agustín Casanova (cantante) Mónica Farro (vedette)                                                | 13.0   |
| 99        | 32        | Sábado, 12 de octubre de 2019    | Ver listaBrenda Asnicar (actriz) Victoria Xipolitakis (mediática) Coti (cantautor) Pablo Lunati (exárbitro) Matías Alé (actor) Mónica Gonzaga (exvedette)                                                      | 11.0   |
| 100       | 33        | Sábado, 19 de octubre de 2019    | Ver listaDaniel Aráoz (actor) Gabriel Rolón (psicólogo) Chechu Bonelli (modelo) Rodrigo Noya (actor) Sol Pérez (modelo) Ángela Leiva (cantante)                                                                | 11.4   |
| 101       | 34        | Sábado, 26 de octubre de 2019    | Ver listaUlises Bueno (cantante) Karina Jelinek (modelo) Jey Mammon (humorista, actor y cantante) Analía Franchín (periodista) Valentina Bassi (actriz) Jimena Monteverde (chef)                               | 12.1   |
| 102       | 35        | Sábado, 2 de noviembre de 2019   | Ver listaLeticia Bredice (actriz) Romina Richi (actriz) Roly Serrano (actor) Carolina Papaleo (actriz) Sofía Pachano (actriz y bailarina) José Basualdo (exfutbolista)                                         | 11.7   |
| 103       | 36        | Sábado, 9 de noviembre de 2019   | Ver listaVerónica Llinás (actriz) Jean Pierre Noher (actor) Dalia Gutmann (comediante) Pablo Ruiz (cantante) Nicolás Riera (actor) Kate Rodríguez (bailarina)                                                  | 9.5    |
| 104       | 37        | Sábado, 16 de noviembre de 2019  | Ver listaLaurita Fernández (bailarina y conductora) Tomás Fonzi (actor) Jesica Cirio (modelo) Emilia Mazer (actriz) Carla Quevedo (actriz) Cae (cantante)                                                      | 9.5    |
| 105       | 38        | Sábado, 23 de noviembre de 2019  | Ver listaAntonio Ríos (cantante) Pamela David (conductora) Jonatan Viale (periodista) Oscar González Oro (locutor) Mariano Werner (piloto) Cecilia Carrizo (cantante)                                          | 10.4   |
| 106       | 39        | Sábado, 30 de noviembre de 2019  | Ver listaRodrigo de la Serna (actor) Luciana Salazar (modelo) José María Muscari (director teatral) Gladys Florimonte (humorista) Ana Rosenfeld (abogada) Puli Demaría (DJ)                                    | 10.6   |
| 107       | 40        | Sábado, 7 de diciembre de 2019   | Ver listaGabriel Batistuta (exfutbolista) Luciano Castro (actor) Luciano Cáceres (actor) Paula Pareto (yudoca) Sabrina Rojas (modelo) Ailén Bechara (modelo)                                                   | 10.1   |
| 108       | 41        | Sábado, 14 de diciembre de 2019  | Ver listaLuis Novaresio (periodista) Julieta Prandi (modelo) Andrea Rincón (actriz) Carlos Mac Allister (exfutbolista) Brenda Gandini (actriz) Mercedes Scápola (actriz)                                       | 10.5   |
| 109       | 42        | Sábado, 21 de diciembre de 2019  | Ver listaCristian Castro (cantante) Sofía Morandi (actriz e instagrammer) Noelia Marzol (actriz) Juan Leyrado (actor) Martín Bossi (actor) Graciela Alfano (exvedette)                                         | 10.2   |

### Cuarta temporada: 2020
| N.º serie | N.º temp. | Fecha de emisión                 | Invitados | Rating |
| --------- | --------- | -------------------------------- | --- | ------ |
| 110       | 1         | Sábado, 14 de marzo de 2020      | Ver listaPampita (modelo y conductora) Florencia Peña (actriz) Fernando Burlando (abogado) Rodrigo Lussich (periodista) Santiago Artemis (diseñador de moda) Andrés "Chapu" Nocioni (exbasquetbolista)           | 10.6   |
| 111       | 2         | Sábado, 21 de marzo de 2020      | Ver listaAlberto Cormillot (médico) Rodrigo De Paul (futbolista) Débora Plager (periodista) Nazarena Vélez (exvedette) Edith Hermida (locutora) Nicolás Occhiato (conductor)                                     | 11.3   |
| 112       | 3         | Sábado, 28 de marzo de 2020      | Ver listaLeonardo Sbaraglia (actor) Chano (cantante) Lali (cantante, actriz y bailarina) Ángel Di María (futbolista) Jorge Tartaglione (médico) María O'Donnell (periodista)                                     | 8.3    |
| 113       | 4         | Sábado, 4 de abril de 2020       | Ver listaJoaquín Furriel (actor) Nicolás Vázquez (actor) Noelia Marzol (actriz) Darío Benedetto (futbolista) Jorge Tartaglione (médico) Guillermo Capuya (médico)                                                | 7.8    |
| 114       | 5         | Sábado, 11 de abril de 2020      | Ver listaVerónica Lozano (conductora) Eva De Dominici (actriz) Sergio Martínez (exboxeador) Diego Olivera (actor) Jorge Tartaglione (médico) Hernán Casciari (escritor)                                          | 6.1    |
| 115       | 6         | Sábado, 18 de abril de 2020      | Ver listaCris Morena (productora y conductora) Lizy Tagliani (actriz) Santiago del Moro (conductor) Mauro Szeta (periodista)                                                                                     | 10.1   |
| 116       | 7         | Sábado, 25 de abril de 2020      | Ver listaGraciela Alfano (exvedette) Marcelo Polino (periodista) Sergio Goycochea (exfutbolista) Mariana Genesio Peña (actriz)                                                                                   | 8.1    |
| 117       | 8         | Sábado, 2 de mayo de 2020        | Ver listaSol Pérez (periodista y modelo) Gustavo Sylvestre (periodista) Nicolás Riera (actor) Andrea Estévez (actriz) Abel Pintos (cantautor)                                                                    | 7.4    |
| 118       | 9         | Sábado, 9 de mayo de 2020        | Ver listaCarmen Barbieri (exvedette) Flavio Mendoza (bailarín, acróbata y coreógrafo) Luis Novaresio (periodista) Luli Fernández (modelo y conductora)                                                           | 8.4    |
| 119       | 10        | Sábado, 16 de mayo de 2020       | Ver listaSoledad Silveyra (actriz) Juan Minujín (actor) Andrea Rincón (modelo) Roberto García Moritán (economista)                                                                                               | 9.9    |
| 120       | 11        | Sábado, 23 de mayo de 2020       | Ver listaFreddy Villarreal (humorista y actor) Silvina Luna (modelo) Gonzalo Costa (humorista) Lourdes Sánchez (bailarina)                                                                                       | 9.2    |
| 121       | 12        | Sábado, 30 de mayo de 2020       | Ver listaDiego Ramos (actor) Fabián Cubero (exfutbolista) Cinthia Fernández (mediática) Luisa Albinoni (comediante)                                                                                              | 7.8    |
| 122       | 13        | Sábado, 6 de junio de 2020       | Ver listaGermán Paoloski (conductor) Roberto Moldavsky (comediante) Florencia Torrente (actriz) Mica Viciconte (mediática)                                                                                       | 10.9   |
| 123       | 14        | Sábado, 13 de junio de 2020      | Ver listaMoria Casán (actriz y conductora) Chino Leunis (conductor) Florencia "Floppy" Tesouro (modelo) Paulo Kablan (periodista)                                                                                | 8.7    |
| 124       | 15        | Sábado, 20 de junio de 2020      | Ver listaLuciana Salazar (conductora) Coco Sily (actor) Lola Latorre (modelo) Brian Sarmiento (futbolista) | 6.8    |
| 125       | 16        | Sábado, 27 de junio de 2020      | Ver listaFacundo Pastor (periodista) Horacio Cabak (conductor) Sofía "Jujuy" Jiménez (modelo) Analía Franchín (periodista)                                                                                       | 8.8    |
| 126       | 17        | Sábado, 4 de julio de 2020       | Ver listaOscar González Oro (conductor) Julieta Prandi (modelo) Mariano Peluffo (conductor) Rocío Oliva (mediática)                                                                                              | 10.1   |
| 127       | 18        | Sábado, 11 de julio de 2020      | Ver listaChristophe Krywonis (cocinero) Florencia Vigna (actriz) Benito Fernández (diseñador) Romina Malaspina (modelo y conductora)                                                                             | 8.8    |
| 128       | 19        | Sábado, 5 de septiembre de 2020  | Ver listaPampita (modelo y conductora) Lizy Tagliani (actriz) Federico Bal (actor) Karina Jelinek (modelo) | 9.8    |
| 129       | 20        | Sábado, 12 de septiembre de 2020 | Ver listaMartín Bossi (actor y humorista) Gustavo López (periodista) Matilda Blanco (asesora de moda y panelista) Josefina "China" Ansa (periodista)                                                             | 8.4    |
| 130       | 21        | Sábado, 19 de septiembre de 2020 | Ver listaFlorencia Vigna (actriz) Marcelo Polino (periodista) Evelyn Von Brocke (periodista y panelista) Diego Brancatelli (periodista)                                                                          | 8.7    |
| 131       | 22        | Sábado, 26 de septiembre de 2020 | Ver listaPatricia Sosa (cantante) Claudia Fontán (actriz y conductora) Christian Sancho (actor) Cristian "Ogro" Fabbiani (futbolista)                                                                            | 7.9    |
| 132       | 23        | Sábado, 3 de octubre de 2020     | Ver listaAníbal Fernández (político) Romina Manguel (locutora de radio) Fernando Burlando (abogado) Iliana Calabró (actriz) Georgina Barbarossa (actriz)                                                         | 8.9    |
| 133       | 24        | Sábado, 10 de octubre de 2020    | Ver listaNoberto Oyarbide (exjuez) Valeria Lynch (cantante) Pamela David (conductora) Debora Plager (periodista) Nacho Sureda (actor)                                                                            | 8.4    |
| 134       | 25        | Sábado, 17 de octubre de 2020    | Ver listaEsmeralda Mitre (actriz) Diego Santilli (vicejefe de Gobierno de la Ciudad de Buenos Aires) Bahiano (cantante) El Mono de Kapanga (cantante) Panam (animadora infantil)                                 | 8.9    |
| 135       | 26        | Sábado, 24 de octubre de 2020    | Ver listaMatías Lammens (Ministro de Turismo y Deportes de la Nación Argentina) Boy Olmi (actor) Mica Viciconte (modelo y panelista) José María Muscari (actor y director) María Fernanda Callejón (actriz)      | 8.3    |
| 136       | 27        | Sábado, 31 de octubre de 2020    | Ver listaFlavio Mendoza (bailarín, acróbata y coreógrafo) Claudio "El Turco" García (exfutbolista) Milva Castellini (periodista) Ludovica Squirru (astróloga) Victoria Donda (presidenta del INADI)              | 8.5    |
| 137       | 28        | Sábado, 5 de noviembre de 2020   | Ver listaFlorencia Peña (actriz) Marcela Kloosterboer (actriz) Nancy Pazos (periodista) Guillermo Moreno (político) Belu Lucius (influencer)                                                                     | 8.2    |
| 138       | 29        | Sábado, 14 de noviembre de 2020  | Ver listaSantiago Cafiero (jefe de Gabinete de Ministros de la Nación Argentina) Mónica Gutiérrez (periodista) Florencia de la V (actriz) Dalia Gutmann (comediante) Sofía Pachano (actriz y bailarina)          | 9.6    |
| 139       | 30        | Sábado, 21 de noviembre de 2020  | Ver listaHernán Lombardi (exministro de Medios Públicos) Romina Pereiro (nutricionista) Analía Franchín (periodista) El Dipy (músico) Carolina Losada (periodista)                                               | 7.8    |
| 140       | 31        | Sábado, 28 de noviembre de 2020  | Ver listaClaudio "El Turco" García (exfutbolista) Reynaldo Sietecase (periodista) Jimena Cyrulnik (actriz) Diego Díaz (conductor) Miguel Galíndez (masajista y amigo de Diego Maradona)                          | 9.2    |
| 141       | 32        | Sábado, 5 de diciembre de 2020   | Ver listaSergio Berni (Ministro de Seguridad de la provincia de Buenos Aires) Roberto Moldavsky (comediante) Mora Godoy (bailarina) Candela Ruggeri (modelo e influencer) Ángeles Balbiani (actriz y periodista) | 8.2    |
| 142       | 33        | Sábado, 12 de diciembre de 2020  | Ver listaLuis Novaresio (periodista) Luciano Cáceres (actor) Fabián Cubero (exfutbolista) Magui Bravi (actriz y conductora) Adriana Salgueiro (actriz)                                                           | 8.0    |
| 143       | 34        | Sábado, 19 de diciembre de 2020  | Ver listaFlorencia Peña (actriz y conductora) Paula Chaves (modelo y conductora) Jesica Cirio (modelo y conductora) Zaira Nara (modelo y conductora) Verónica Lozano (conductora)                                | 7.8    |

### Quinta temporada: 2021
| N.º serie | N.º temp. | Fecha de emisión                 | Invitados | Rating |
| --------- | --------- | -------------------------------- | --- | ------ |
| 144       | 1         | Sábado, 20 de marzo de 2021      | Ver listaPampita (modelo y conductora) Leonardo Sbaraglia (actor) Vicky Xipolitakis (modelo y mediática) Rodolfo Barili (periodista y conductor de Telefe Noticias) Alberto Cormillot (médico) | 9.4    |
| 145       | 2         | Sábado, 27 de marzo de 2021      | Ver listaMoria Casán (actriz y exvedette) Rocío Quiroz (cantante) Jonás Gutiérrez (futbolista) Soledad Fandiño (modelo y actriz) Leticia Siciliani (actriz)                                    | 10.1   |
| 146       | 3         | Sábado, 3 de abril de 2021       | Ver listaLuciano Castro (actor) Brenda Gandini (actriz) María Julia Oliván (periodista) Belén Francese (vedette) Juan Marconi (conductor)                                                      | 8.7    |
| 147       | 4         | Sábado, 10 de abril de 2021      | Ver listaLuis Novaresio (periodista) Gladys, la Bomba Tucumana (cantante) Sabrina Rojas (modelo) Mercedes Scápola (actriz) Nicolás Magaldi (conductor)                                         | 8.1    |
| 148       | 5         | Sábado, 17 de abril de 2021      | Ver listaCazzu (cantante) Luis Ventura (periodista) Cecilia Dopazo (actriz) Federico Bal (actor) Agustina Kämpfer (periodista)                                                                 | 10.7   |
| 149       | 6         | Sábado, 24 de abril de 2021      | Ver listaSebastián Wainraich (conductor) Nati Jota (periodista) Ángela Torres (actriz) Damián De Santo (actor) Diego Pérez (conductor)                                                         | 10.1   |
| 150       | 7         | Sábado, 1 de mayo de 2021        | Ver listaNacha Guevara (actriz y cantante) Marcelo Polino (periodista) Mercedes Funes (actriz) Toti Ciliberto (actor y humorista) Santiago Maratea (influencer)                                | 10.7   |
| 151       | 8         | Sábado, 8 de mayo de 2021        | Ver listaSofía Gala (actriz) Andrea Rincón (actriz) Paulo Vilouta (periodista) CAE (cantante) Agustín Aristarán (comediante)                                                                   | 11.1   |
| 152       | 9         | Sábado, 15 de mayo de 2021       | Ver listaLizy Tagliani (comediante y conductora) Horacio Cabak (conductor) Pía Slapka (modelo y conductora) Carlos Nair Menem (hijo de Carlos Menem) Dani La Chepi (influencer)                | 14.1   |
| 153       | 10        | Sábado, 22 de mayo de 2021       | Ver listaAle Sergi (cantante) Pamela David (conductora) Arturo Puig (actor) Johanna Francella (actriz) Paulina Cocina (youtuber)                                                               | 11.3   |
| 154       | 11        | Sábado, 29 de mayo de 2021       | Ver listaCarmen Barbieri (ex-vedette) Juanse (cantante) Sofía Zamolo (modelo) Martín Campilongo (comediante) Roberto Moldavsky (comediante)                                                    | 11.9´  |
| 155       | 12        | Sábado, 5 de junio de 2021       | Ver listaCristina Pérez (conductora) Alejandro Fiore (actor) Pipo Cipolatti (músico) Teresa Calandra (exmodelo) Stefanía Roitman (actriz)                                                      | 12.7   |
| 156       | 13        | Sábado, 12 de junio de 2021      | Ver listaMaría O'Donnell (periodista) Sol Pérez (conductora) Karina Jelinek (modelo) Lissa Vera (cantante) Celina Rucci (mediática)                                                            | 10.7   |
| 157       | 14        | Sábado, 19 de junio de 2021      | Ver listaDaddy Brieva (humorista) Georgina Barbarossa (actriz) Alejandra Maglietti (periodista) Tomás Dente (periodista) Karina Gao (chef)                                                     | 11.3   |
| 158       | 15        | Sábado, 26 de junio de 2021      | Ver listaSoledad Silveyra (actriz) Flavio Mendoza (bailarín) María Becerra (cantante) Ximena Capristo (vedette) Mario Pájaro Gómez (músico)                                                    | 12.7   |
| 159       | 16        | Sábado, 17 de julio de 2021      | Ver listaAbel Pintos (cantante) Denise Dumas (conductora) Coco Sily (actor) Néstor Gorosito (exfutbolista) Magui Bravi (bailarina)                                                             | 10.1   |
| 160       | 17        | Sábado, 24 de julio de 2021      | Ver listaGabriel Corrado (actor) Aníbal Pachano (bailarín) Antonio Mohamed (exfutbolista) Malena Narvay (actriz) Morena Beltrán (periodista)                                                   | 8.2    |
| 161       | 18        | Sábado, 31 de julio de 2021      | Ver listaFlorencia Peña (actriz) Marcela Tauro (periodista) Tomás Fonzi (actor) Joaquín Levinton (músico) Manuel Wirzt (cantante)                                                              | 10.3   |
| 162       | 19        | Sábado, 7 de agosto de 2021      | Ver listaMaría Valenzuela (actriz) Charlotte Caniggia (personalidad de televisión) Paula Pareto (yudoca) Bicho Gómez (comediante) Rolando Sartorio (cantante)                                  | 9.6    |
| 163       | 20        | Sábado, 14 de agosto de 2021     | Ver listaPablo Echarri (actor) Verónica Llinás (actriz) Guillermo Cóppola (empresario) María del Cerro (actriz y conductora) Natalie Weber (modelo)                                            | 9.7    |
| 164       | 21        | Sábado, 21 de agosto de 2021     | Ver listaAndrea Politti (conductora) Toti Pasman (periodista) Silvina Escudero (bailarina) Leonardo Tusam (hipnotizador) Santiago Artemis (diseñador)                                          | 9.4    |
| 165       | 22        | Sábado, 28 de agosto de 2021     | Ver listaClaudio Rígoli (periodista y conductor) Sabrina Garciarena (actriz) Andrea Pietra (actriz) Agustina Casanova (periodista y conductora) L-Gante (cantante)                             | 11.3   |
| 166       | 23        | Sábado, 4 de septiembre de 2021  | Ver listaGraciela Alfano (actriz) Gerardo Romano (actor) Analía Franchín (periodista) Rodrigo Lussich (periodista y conductor) Rodrigo Vagoneta (comediante)                                   | 10.0   |
| 167       | 24        | Sábado, 11 de septiembre de 2021 | Ver listaValeria Lynch (cantante) Brian Castaño (boxeador) Tucu López (locutor de radio) Florencia "Floppy" Tesouro (modelo) Luz Gaggi (finalista de La voz Argentina)                         | 9.6    |
| 168       | 25        | Sábado, 18 de septiembre de 2021 | Ver listaLeonor Benedetto (actriz) Julieta Ortega (actriz) Coki Ramírez (cantante) Turco Naím (actor) Reynaldo Sietecase (periodista)                                                          | 8.5    |
| 169       | 26        | Sábado, 25 de septiembre de 2021 | Ver listaEleonora Wexler (actriz) Donato De Santis (chef) Julián Weich (conductor) Sofía "Jujuy" Jiménez (modelo) Germán Tripel (actor y cantante)                                             | 8.7    |
| 170       | 27        | Sábado, 2 de octubre de 2021     | Ver listaVíctor Laplace (actor) Brenda Asnicar (actriz) Benjamín Amadeo (actor y cantante) Ronnie Arias (conductor) Patricia Echegoyen (actriz)                                                | 9.1    |
| 171       | 28        | Sábado, 9 de octubre de 2021     | Ver listaCecilia Roth (actriz) Mauricio Dayub (actor) Tomás Kirzner (actor) María Belén Ludueña (periodista) Tiago PZK (rapero)                                                                | 8.9    |
| 172       | 29        | Sábado, 16 de octubre de 2021    | Ver listaPamela David (conducotra) Lit Killah (rapero) Mario Pasik (actor) Ivana Nadal (modelo) José Chatruc (exfutbolista)                                                                    | 9.2    |
| 173       | 30        | Sábado, 23 de octubre de 2021    | Ver listaSilvina Luna (modelo) Lito Vitale (músico) Rusherking (rapero) Sergio Gonal (comediante) Tamara Pettinato (panelista)                                                                 | 9.9    |
| 174       | 31        | Sábado, 30 de octubre de 2021    | Ver listaLuciano Pereyra (cantante) Juariu (periodista) Débora Plager (periodista) Victoria Tolosa Paz (política) Coti (cantante)                                                              | 9.4    |
| 175       | 32        | Sábado, 6 de noviembre de 2021   | Ver listaAna Rosenfeld (abogada) José Luis Gioia (actor y humorista) Jey Mammón (conductor) Ingrid Grudke (modelo) Patricio Giménez (cantante)                                                 | 9.9    |
| 176       | 33        | Sábado, 13 de noviembre de 2021  | Ver listaJoaquín Levinton (cantante) Fabián Doman (conductor) Eleonora Cassano (bailarina) Emilia Mernes (cantante) Lowrdez (cantante)                                                         | 9.2    |
| 177       | 34        | Sábado, 20 de noviembre de 2021  | Ver listaRoberto Moldavsky (humorista) Florencia Vigna (actriz) Iván Noble (cantante) Roberto Edgar (cantante) Adabel Guerrero (bailarina)                                                     | 8.6    |
| 178       | 35        | Sábado, 27 de noviembre de 2021  | Ver listaGloria Carrá (actriz) Gabriel Rolón (psicoanalista) Gonzalo Costa (humorista) Laura Esquivel (actriz) Ariel Puchetta (cantante)                                                       | 8.9    |
| 179       | 36        | Sábado, 4 de diciembre de 2021   | Ver listaFabián Vena (actor) Luisa Albinoni (actriz) Paula Morales (actriz) Viviana Saccone (actriz) Rodrigo Tapari (cantante)                                                                 | 7.9    |
| 180       | 37        | Sábado, 11 de diciembre de 2021  | Ver listaMaximiliano "Chanchi" Estévez (futbolista retirado) Sandra Mihanovich (cantante) Ecko (rapero) Lizardo Ponce (periodista y locutor) Bárbara "Barbie" Vélez (actriz y modelo)          | 8.7    |
| 181       | 38        | Sábado, 18 de diciembre de 2021  | Ver listaGeorgina Barbarossa (actriz) Alejandro Lerner (cantante) Pachu Peña (humorista) Mariano Caprarola (asesor de moda) Momo (realizador de directos)                                      | 6.7    |

### Sexta temporada: 2022
| N.º serie | N.º temp. | Fecha de emisión                 | Invitados | Rating |
| --------- | --------- | -------------------------------- | --- | ------ |
| 182       | 1         | Sábado, 9 de abril de 2022       | Ver listaLuciano Castro (actor) Abel Pintos (cantante) Gonzalo Heredia (actor) Micaela Viciconte (mediática) Belu Lucius (actriz e influencer)                                            | 10.4   |
| 183       | 2         | Sábado, 16 de abril de 2022      | Ver listaMaría Becerra (cantante) Benjamín Vicuña (actor) Carola Reyna (actriz) Martín Seefeld (actor) Emilia Attias (actriz)                                                             | 7.9    |
| 184       | 3         | Sábado, 23 de abril de 2022      | Ver listaRafael Ferro (actor) Nicolás Riera (actor) Valeria Lynch (cantante) Analía Franchín (periodista) Bimbo Godoy (comediante)                                                        | 7.9    |
| 185       | 4         | Sábado, 30 de abril de 2022      | Ver listaJésica Cirio (conductora y modelo) Christophe Krywonis (chef) Eugenia Tobal (actriz) Luis Islas (entrenador de fútbol) Candelaria Molfese (actriz)                               | 6.9    |
| 186       | 5         | Sábado, 7 de mayo de 2022        | Ver listaSergio "Maravilla" Martínez (boxeador) Andrea Rincón (actriz) Mónica Gutiérrez (conductora y periodista) Juanse (cantante) Rocío Gómez Wlosko (actriz)                           | 6.5    |
| 187       | 6         | Sábado, 14 de mayo de 2022       | Ver listaNicolás Occhiato (conductor) Florencia Vigna (actriz) Luis Novaresio (periodista) Ofelia Fernández (política) Matías Camisani (exmodelo)                                         | 8.5    |
| 188       | 7         | Sábado, 21 de mayo de 2022       | Ver listaVictoria Xipolitakis (vedette) Roberto García Moritán (político) Gastón "La Gata" Fernández (futbolista retirado) La Joaqui (cantante) Diego Brancatelli (periodista)            | 8.7    |
| 189       | 8         | Sábado, 28 de mayo de 2022       | Ver listaCristina Pérez (conductora y periodista) Rusherking (rapero) Agustina Cherri (actriz) Antonio Birabent (actor y cantante) Lío Pecoraro (periodista)                              | 8.8    |
| 190       | 9         | Sábado, 4 de junio de 2022       | Ver listaMarley (conductor) Jey Mammón (conductor) Belén Francese (vedette) Agustín Sierra (actor) Romina Manguel (periodista)                                                            | 9.7    |
| 191       | 10        | Sábado, 11 de junio de 2022      | Ver listaDamián Betular (chef) Andrea del Boca (actriz) Cumbio (influencer) Georgina Barbarossa (actriz) Ángela Leiva (cantante)                                                          | 10.1   |
| 192       | 11        | Sábado, 18 de junio de 2022      | Ver listaDamián De Santo (actor) Carolina Ramírez (actriz) Denise Dumas (conductora) FMK (cantante) Rodrigo Cascón (chef)                                                                 | 9.1    |
| 193       | 12        | Sábado, 25 de junio de 2022      | Ver listaLeo Montero (conductor) Juana Repetto (actriz) Silvestre (cantante) Josefina Pouso (periodista) Edith Hermida (periodista)                                                       | 8.6    |
| 194       | 13        | Sábado, 2 de julio de 2022       | Ver listaÉrica Fontana (periodista) Sabrina Rojas (actriz) Diego Topa (animador infantil) Leo García (cantante) Sofía "Jujuy" Jiménez (modelo)                                            | 8.4    |
| 195       | 14        | Sábado, 9 de julio de 2022       | Ver listaJuan Alberto Mateyko (conductor) Ruggero Pasquarelli (actor y cantante) Agustina Kämpfer (periodista) Martín Tetaz (político) Lourdes Sánchez (bailarina)                        | 7.4    |
| 196       | 15        | Sábado, 16 de julio de 2022      | Ver listaRonnie Arias (presentador de televisión) Marcela Feudale (locutora) Soledad Solaro (modelo) Pachu Peña (humorista) Guillermo Favale (periodista)                                 | 8.4    |
| 197       | 16        | Sábado, 23 de julio de 2022      | Ver listaLizy Tagliani (humorista) Ivana Nadal (modelo) Momo (realizador de directos) Bambi Moreno Charpentier (músico) Facundo Conte (jugador de voleibol)                               | 8.0    |
| 198       | 17        | Sábado, 30 de julio de 2022      | Ver listaJavier "Pupi" Zanetti (futbolista retirado) Tomás Fonzi (actor) Nati Jota (periodista) Emiliano Pinsón (periodista) Florencia Torrente (actriz)                                  | 9.0    |
| 199       | 18        | Sábado, 6 de agosto de 2022      | Ver listaCharlotte Caniggia (personalidad de televisión) Joaquín Levinton (músico) Alberto Cormillot (médico) Lola Cordero (periodista) Gustavo Conti (actor)                             | 8.3    |
| 200       | 19        | Sábado, 13 de agosto de 2022     | Ver listaPampita (modelo y conductora de televisión) Jean Pierre Noher (actor) Paula Robles (bailarina) Bárbara Franco (modelo) Kennys Palacios (estilista)                               | 8.0    |
| 201       | 20        | Sábado, 20 de agosto de 2022     | Ver listaLuciano Pereyra (cantante) Pablo Alarcón (actor) Victoria Onetto (actriz) Micaela Vázquez (actriz) Markito Navaja (realizador de directos)                                       | 9.3    |
| 202       | 21        | Sábado, 27 de agosto de 2022     | Ver listaFlorencia Peña (actriz) Leticia Siciliani (actriz) Diego Poggi (periodista) Gustavo "Cucho" Parisi (cantante) Álvaro Navia (humorista)                                           | 7.5    |
| 203       | 22        | Sábado, 3 de septiembre de 2022  | Ver listaNahuel Pennisi (cantante) Marco Antonio Caponi (actor) Adabel Guerrero (bailarina) Adrián Cormillot (médico) Noelia Antonelli (periodista)                                       | 9.1    |
| 204       | 23        | Sábado, 10 de septiembre de 2022 | Ver listaMauricio Dayub (actor) Betiana Blum (actriz) Sol Pérez (conductora de televisión) Callejero Fino (cantante) Matías Alé (actor)                                                   | 9.5    |
| 205       | 24        | Sábado, 17 de septiembre de 2022 | Ver listaLuciano Castro (actor) Julieta Díaz (actriz) Alex Caniggia (personalidad de televisión) Grego Rossello (personalidad de internet) Daniel "Profe" Córdoba (director técnico)      | 8.6    |
| 206       | 25        | Sábado, 24 de septiembre de 2022 | Ver listaCoscu (realizador de directos) Lit Killah (rapero) Mirta Busnelli (actriz) Sebastián Abreu (futbolista retirado) Sofía Zámolo (modelo)                                           | 8.2    |
| 207       | 26        | Sábado, 1 de octubre de 2022     | Ver listaLuciano Cáceres (actor) Ricky Maravilla (cantante) Dani La Chepi (influencer) Luck Ra (cantante) Pía Slapka (conductora de televisión)                                           | 8.3    |
| 208       | 27        | Sábado, 8 de octubre de 2022     | Ver listaMatías Martin (conductor de televisión) Fátima Flórez (imitadora) Paulo Kablan (periodista) Silvina Escudero (bailarina) Tuli Acosta (influencer)                                | 7.3    |
| 209       | 28        | Sábado, 15 de octubre de 2022    | Ver listaNatalia Pastorutti (cantante) Gastón Trezeguet (productor de televisión) Mauro Zárate (futbolista) Malena Guinzburg (comediante) Agustín Aristarán (comediante)                  | 10.5   |
| 210       | 29        | Sábado, 22 de octubre de 2022    | Ver listaLeonardo Sbaraglia (actor) Cecilia Dopazo (actriz) César "Banana" Pueyrredón (cantante) Laura Ubfal (periodista) Rei (cantante)                                                  | 9.8    |
| 211       | 30        | Sábado, 29 de octubre de 2022    | Ver listaNito Mestre (músico) Fernando Dente (actor) Florencia Jazmín Peña (bailarina) Fabricio "Chio" Cagnin (hijo de Gilda) Tomás Holder (exparticipante de GH 2022)                    | 8.8    |
| 212       | 31        | Sábado, 5 de noviembre de 2022   | Ver listaNéstor Ortigoza (futbolista retirado) Juan Pablo Sorín (futbolista retirado) Osvaldo Santoro (actor) Majo Martino (periodista) Martina Stewart Usher (exparticipante de GH 2022) | 10.5   |
| 212       | 31        | Sábado, 12 de noviembre de 2022  | Ver listaMarcelo Moura (músico) Ginette Reynal (exmodelo) Pablo Ruiz (cantante) Pablo Tamagnini (cantante) Mora Jabornisky (exparticipante de GH 2022)                                    | 9.7    |
| 213       | 32        | Sábado, 19 de noviembre de 2022  | Ver listaFlorencia Vigna (actriz y conductora) Sandra Mihanovich (cantante) YSY A (rapero) Juan Reverdito (exparticipante de GH 2022) Mercedes Ninci (periodista)                         | 9.0    |
| 214       | 33        | Sábado, 26 de noviembre de 2022  | Ver listaMarcelo Polino (periodista) Nancy Pazos (periodista) Mariana Genesio Peña (actriz) Lucila "Tora" Villar (exparticipante de GH 2022) Sabrina Carballo (actriz)                    | 8.0    |
| 215       | 34        | Sábado, 3 de diciembre de 2022   | Ver listaFelipe Colombo (actor) Iliana Calabró (actriz) Melina Lezcano (cantante) Juan Palomino (actor) Bárbara "Barbie" Simons (conductora de televisión)                                | 7.6    |
| 216       | 35        | Sábado, 10 de diciembre de 2022  | Ver listaFlavio Mendoza (bailarín) Ángela Torres (actriz y cantante) Stéfano De Gregorio (actor) Juliana Díaz (exparticipante de GH 2022) Locho Loccisano (músico)                        | 9.3    |
| 217       | 36        | Sábado, 17 de diciembre de 2022  | Ver listaEmiliano Brancciari (músico) Julieta Puente (influencer) Lizardo Ponce (influencer) Nequi Galotti (exmodelo) Agustín Guardis (exparticipante de GH 2022)                         | 7.4    |

### Séptima temporada: 2023
| N.º serie | N.º temp. | Fecha de emisión                 | Invitados | Rating |
| --------- | --------- | -------------------------------- | --- | ------ |
| 218       | 1         | Sábado, 16 de septiembre de 2023 | Ver listaAbel Pintos (cantante) Paula Chaves (modelo y conductora de televisión) Damián Betular (chef) Marcos Ginocchio (ganador de GH 2022) Julieta Poggio (finalista de GH 2022)          | 11.1   |
| 219       | 2         | Sábado, 23 de septiembre de 2023 | Ver listaLizy Tagliani (conductora de televisión) Guido Pella (extenista) Victoria Xipolitakis (personalidad de televisión) Humberto Tortonese (actor) Robleis (cantante y streamer)        | 9.0    |
| 220       | 3         | Sábado, 30 de septiembre de 2023 | Ver listaRomina Giardina (influencer) Bebe Contepomi (periodista) Nacha Guevara (actriz) Fernán Mirás (actor) Daniela Viaggiamari (influencer)                                              | 8.1    |
| 221       | 4         | Sábado, 7 de octubre de 2023     | Ver listaLa Joaqui (cantante) Facundo Arana (actor) Joaquín Levinton (cantante) Gastón Edul (periodista deportivo) Daniela Celis (exparticipante de GH 2022)                                | 8.3    |
| 222       | 5         | Sábado, 14 de octubre de 2023    | Ver listaGraciela Alfano (actriz) Sofía "Jujuy" Jiménez (modelo) Andrea Rincón (actriz) Sol Pérez (conductora de televisión) Belén Francese (exvedette)                                     | 10.2   |
| 223       | 6         | Sábado, 21 de octubre de 2023    | Ver listaPampita (modelo y conductora de televisión) Juan Leyrado (actor) Edith Hermida (panelista) Esteban Trebucq (periodista) Nacho Castañares (finalista de GH 2022)                    | 9.6    |
| 224       | 7         | Sábado, 28 de octubre de 2023    | Ver listaKarina Mazzocco (actriz y conductora de televisión) L-Gante (cantante) Freddy Villareal (actor) Marilina Ross (cantante) Pía Shaw (periodista)                                     | 9.1    |
| 225       | 8         | Sábado, 4 de noviembre de 2023   | Ver listaGeorgina Barbarossa (actriz y conductora de televisión) Luciano Pereyra (cantante) Jesús Mosquera (actor) Jorgelina Aruzzi (actriz) Luli Fernandez (modelo)                        | 9.7    |
| 226       | 9         | Sábado, 11 de noviembre de 2023  | Ver listaDonato De Santis (chef) Laurita Fernández (bailarina) Raúl Lavié (cantante) Romina Uhrig (exparticipante de GH 2022) G Sony (rapero)                                               | 7.0    |
| 227       | 10        | Sábado, 18 de noviembre de 2023  | Ver listaLeticia Brédice (actriz) Chechu Bonelli (modelo) Mariano Pavone (exfutbolista) Emir Abdul Gani (bailarín) Jairo (cantante)                                                         | 7.8    |
| 228       | 11        | Sábado, 25 de noviembre de 2023  | Ver listaHoracio Cabak (conductor de televisión) Fernando Dente (actor y conductor de televisión) Mica Viciconte (mediática) Chango Spasiuk (músico) Josefina "China" Ansa (periodista)     | 6.9    |
| 229       | 12        | Sábado, 2 de diciembre de 2023   | Ver listaBoy Olmi (actor) Soledad Fandiño (actriz) Darío Cvitanich (exfutbolista) Constanza Romero (exparticipante de GH 2022) Néstor en Bloque (cantante)                                  | 6.4    |
| 230       | 13        | Sábado, 9 de diciembre de 2023   | Ver listaFlorencia Vigna (actriz y bailarina) Flavio Mendoza (bailarín) Iliana Calabró (actriz) Hernán Drago (modelo) Mateo Sujatovich (músico)                                             | 6.7    |
| 231       | 14        | Sábado, 16 de diciembre de 2023  | Ver listaSoledad Silveyra (actriz) Nahuel Pennisi (cantante) Julieta Ortega (actriz) Ximena Capristo (vedette) Tobías Medrano (cantante e integrante de La T y La M)                        | 6.6    |
| 232       | 15        | Sábado, 23 de diciembre de 2023  | Ver listaPamela David (conductora de televisión) Roberto Moldavsky (humorista) Pablo Giralt (periodista deportivo) Walter "Alfa" Santiago (exparticipante de GH 2022) Eva Bargiela (modelo) | 6.3    |
| 233       | 16        | Sábado, 30 de diciembre de 2023  | Ver listaMartín Bossi (actor) Sofía Martínez (periodista deportiva) Romina Pereiro (nutricionista) Mariana Arias (periodista) Matías Bagnato (sobreviviente de la masacre de Flores)        | 7.5    |

## Premios y nominaciones
| Año  | Premio                | Categoría                              | Receptor           | Resultado | Ref.    |
| ---- | --------------------- | -------------------------------------- | ------------------ | --------- | ------- |
| 2017 | Premios Tato          | Mejor programa de interés general      | PH, podemos hablar | Ganador   | [ 178 ] |
| 2017 | Premios Tato          | Mejor conducción masculina — aire      | Andy Kusnetzoff    | Nominado  | [ 178 ] |
| 2017 | Premios Tato          | Mejor dirección en no ficción          | Flavio Rondelli    | Nominado  | [ 178 ] |
| 2018 | Premios Martín Fierro | Mejor programa de interés general      | PH, podemos hablar | Ganador   | [ 179 ] |
| 2019 | Premios Martín Fierro | Mejor programa de interés general      | PH, podemos hablar | Ganador   | [ 180 ] |
| 2019 | Premios Martín Fierro | Mejor labor en conducción masculina    | Andy Kusnetzoff    | Nominado  | [ 180 ] |
| 2020 | Produ Awards          | Mejor presentador de televisión        | Andy Kusnetzoff    | Nominado  | [ 181 ] |
| 2021 | Produ Awards          | Mejor programa de variedad / Talk-Show | PH, podemos hablar | Nominado  | [ 182 ] |
| 2022 | Premios Martín Fierro | Mejor programa de interés general      | PH, podemos hablar | Ganador   | [ 183 ] |
| 2022 | Produ Awards          | Mejor programa de variedad / Talk-Show | PH, podemos hablar | Nominado  | [ 184 ] |
| 2023 | Premios Martín Fierro | Mejor programa de interés general      | PH, podemos hablar | Ganador   | [ 185 ] |
| 2024 | Premios Martín Fierro | Mejor programa de interés general      | PH, podemos hablar | Nominado  | [ 186 ] |

## Adaptaciones
- Chile: el viernes 29 de marzo de 2019, Chilevisión transmite la versión chilena del programa "PH, podemos hablar", animado por Julián Elfenbein.[187][188]
- Uruguay: el miércoles 30 de septiembre de 2020,[189] Canal 4 comienza a emitir la versión uruguaya, titulada "PH, podemos hablar", la cual es conducida por Gonzalo Cammarota.[190]